# Ноа Адзуса
Адзуса Ноа (яп. 野阿梓, нар. 1954) — японський письменник, що працює в жанрі наукової фантастики та яой Записує своє ім'я латинськими літерами як Noah.

## Життєпис
Ноа народився в м. Фукуока, префектура Фукуока в Японії в родині японської письменниці фантаста Ейтаро Ішідзави (яп. 石沢英太郎, 1916—1988).
Ноа закінчив факультет літератури з Сейнан Гакуін. У 1979 році виборов премію, першого рангу на 5-у конкурсі Хаякава SF конкурсу жіночої новели Hana Kariudo яп. 花狩人 та The Flower Hunter) в тому ж році. Ноа дебютував з цією історією, яка була опублікована в SF Magazine в 1979 році.

## Творчість
Твори Ноа Адзуса характеризуються естетичним стилем і мають схильність до жанру яой. До того ж, естетична яой-письменниця Шікіко Ямаай товаришує з ним. Під впливом Ямаай та інших яой-письменників, Ноа почав критику яой та яой-історій в 1992 році.
- The Flower Hunter (яп. 花狩人, Hana Kariudo), 1984, ISBN 4-15-030186-7
- Armed Concert (яп. 武装音楽祭, Busō Ongakusai), 1984, ISBN 4-15-030195-6
- Serapnim Hero (яп. 兇天使, Kyō Tenshi), 1986, ISBN 978-4-15-030916-9
- Lucians Wake (яп. 銀河赤道祭, Ginga Sekidōsai), 1988, ISBN 4-15-030266-9
- The Flower of Babel (яп. バベルの薫り, Baberu no Kaori), 1991,
- May Game (яп. 五月ゲーム, Gogatsu Game), 1992,
- Idola Lunaris (яп. 月光のイドラ, Gekkō no Idora), 1993,
- A Study on Green (яп. 緑色研究, Ryokushoku Kenkyuu, Book1, Book2), 1993, ISBN 4-12-002261-7, ISBN 4-12-002262-5
- The Domain of Arnheim (яп. 黄昏郷, Ōgonkyō), 1994, ISBN 4-15-207845-6
- The Flower of Babel (яп. バベルの薫り, Baberu no Kaori, Book1, Book2), 1995年, ISBN 4-15-030515-3, ISBN 4-15-030516-1
- Idola Lunaris (яп. 月光のイドラ, Gekkō no Idora), 1996, ISBN 4-12-500399-8
- The Midnight Call (яп. ミッドナイトコール, Midnaight Call), 1996, ISBN 4-04-435901-6
- Salome the Boy (яп. 少年サロメ, Shōnen Sarome), 1998年, ISBN 4-06-209468-1
- The Apple in Sodome (яп. ソドムの林檎, Sodomu no Ringo), 2001, ISBN 4-15-208367-0
- Berlin Constellation (яп. 伯林星列, Berurin Seiretsu), 2008, ISBN 978-4-19-862473-6